# Драцена душистая
Драце́на души́стая (лат. Dracaena fragrans) — вечнозелёное кустарниковое растение, широко распространённое в тропической Африке; вид рода Драцена (Dracaena) семейства Спаржевые (Asparagaceae).
Популярное комнатное растение, обладает способностью очищать воздух от вредных веществ.

## Ботаническое описание
Кустарник с редкими ветками. В природе может достигать в высоту 15 м. Листья собраны в розетку, глянцевые, зелёного цвета, с широкими полосками, цвет которых колеблется от светло-зелёного до жёлтого. Длина листьев может достигать 1 м, ширина — 10 см. В естественной среде обитания высота растения составляет около 6,1 м, при выращивании в горшках — значительно меньше.

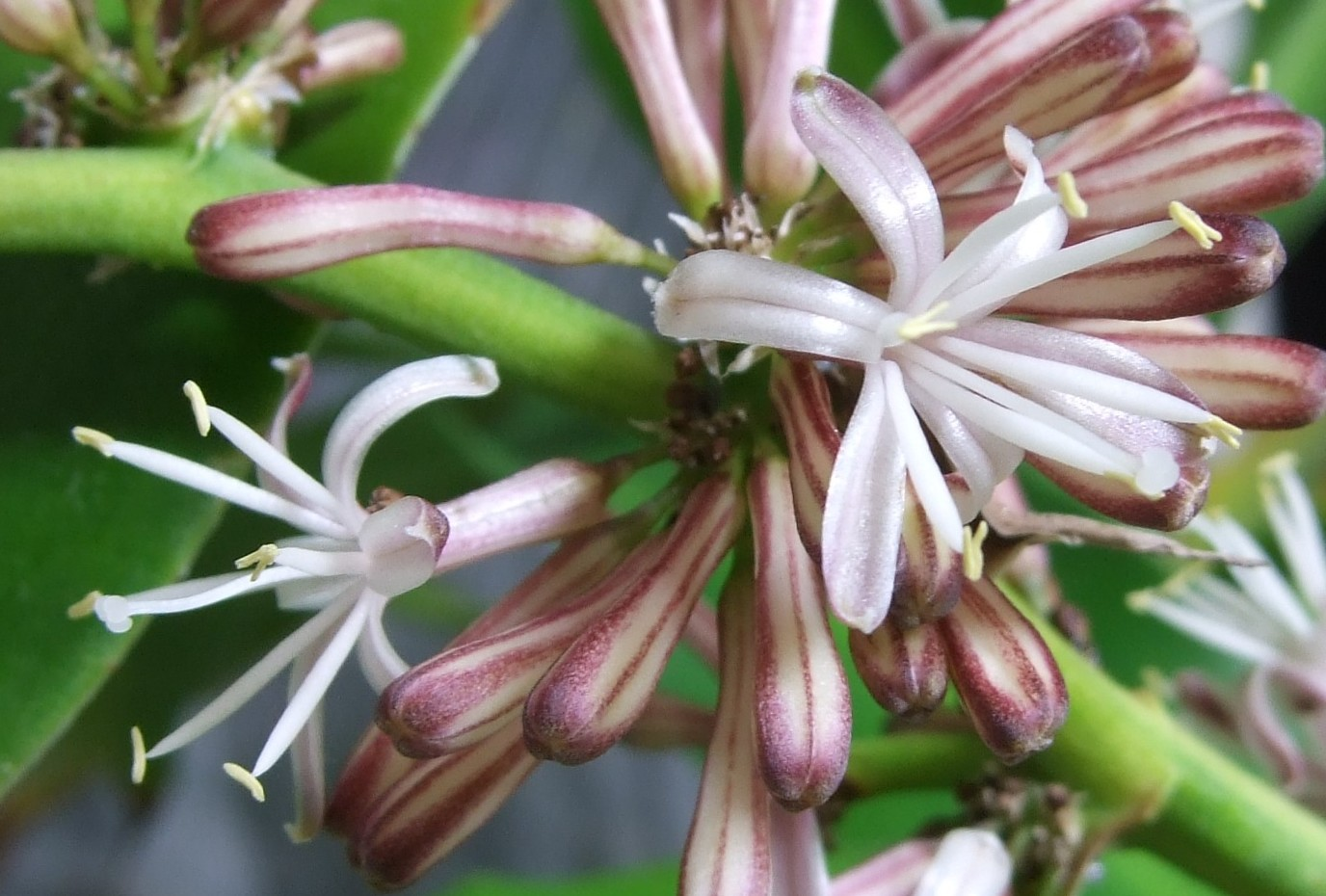
Цветки драцены душистой крупным планом

Цветки — с простым околоцветником, состоящим из шести листочков, мелкие, очень душистые, кремового цвета, собраны в грозди. Драцена душистая отличается от других видов драцены особо сильным приятным ароматом цветков, напоминающим запах мёда или сена. Своим запахом растение привлекает множество насекомых и несколько видов колибри, например, Amazilia lactea.
Плод — оранжево-красная ягода.

## Распространение
Родина вида — африканские тропики. Растение распространено в тропической Африке от Гвинеи и Сьерра-Леоне на западе до Малави на востоке. Встречается в Эфиопии, Судане, Кении, Танзании, Уганде, Камеруне, Центральноафриканской республике, Демократической республике Конго, Экваториальной Гвинее, Заире, Кот Д'Ивуаре, Гамбии, Гане, Нигерии, Того, Анголе, Малави, Мозамбике, Замбии, Зимбабве.

## Культивирование
Драцена душистая — один из наиболее распространённых в культуре видов драцены. Это растение может произрастать в условиях разнообразной освещённости — от открытых солнечных пространств до малоосвещённых помещений; устойчиво к засухе.
Известны различные сорта этого вида с пёстрыми листьями. Сорт 'Compacta' хорошо уживается в закрытых помещениях.
Сорт Dracaena fragrans 'Massangeana' — с пёстрыми листьями. От других пестролистных сортов отличается наличием на каждом листе центральной жёлтой полосы. Культивирование растений этого сорта в открытом грунте возможно только в районах, относящимся к зонам морозостойкости от 10-й до 12-й (то есть минимальная температура, которую могут выдержать растения, составляет минус 1 °C).
Эксперименты, проводившиеся в 1980-х годах учёными НАСА c двумя сортами драцены душистой, 'Werneckii' и 'Janet Craig', показали, что эти растения способны эффективно удалять из воздуха замкнутых помещений такие вредные вещества, как бензол, трихлорэтилен и формальдегид; обобщённый коэффициент эффективности очистки воздуха составил для драцены душистой 7,8 баллов по 10-балльной системе.

## Классификация
Вид Драцена душистая входит в род Драцена (Dracaena) семейство Иглицевые (Ruscaceae).
|  |                  |  |                     |                          |                       |  | ещё 45 порядков покрытосеменных (согласно Системе APG II) | ещё 45 порядков покрытосеменных (согласно Системе APG II) |                                            |  |  |  | ещё 28 родов        | ещё 28 родов         |  |  |
|  |                  |  |                     |                          |                       |  | ещё 45 порядков покрытосеменных (согласно Системе APG II) | ещё 45 порядков покрытосеменных (согласно Системе APG II) |                                            |  |  |  | ещё 28 родов        | ещё 28 родов         |  |  |
|  |                  |  |                     | отдел Цветковые растения |                       |  |                                                           |                                                           | семейство Иглицевые                        |  |  |  |                     | вид Драцена душистая |  |  |
|  |                  |  |                     | отдел Цветковые растения |                       |  |                                                           |                                                           | семейство Иглицевые                        |  |  |  |                     | вид Драцена душистая |  |  |
|  | царство Растения |  |                     |                          | порядок Спаржецветные |  |                                                           |                                                           | род Драцена                                |  |  |  |                     |                      |  |  |
|  | царство Растения |  |                     |                          |                       |  |                                                           |                                                           |                                            |  |  |  |                     |                      |  |  |
|  |                  |  | ещё около 21 отдела | ещё около 21 отдела      |                       |  |                                                           | ещё 24 семейства (согласно Системе APG II)                | ещё 24 семейства (согласно Системе APG II) |  |  |  | ещё более ста видов |                      |  |  |
|  |                  |  |                     | ещё около 21 отдела      |                       |  |                                                           |                                                           | ещё 24 семейства (согласно Системе APG II) |  |  |  |                     |                      |  |  |

### Синонимы
По информации базы данных The Plant List (2013), в синонимику вида входят следующие названия:
- Aletris fragrans L.basionym
- Aloe fragrantissima Jacq.
- Cordyline fragrans (L.) Planch.
- Dracaena albanensis Sander ex Mast.
- Dracaena aureolus W.Bull ex Mast.
- Dracaena broomfieldii Sander ex Mast.
- Dracaena broomfieldii var. superba Sander ex Mast.
- Dracaena butayei De Wild.
- Dracaena deisteliana Engl.
- Dracaena deremensis Engl. — Драцена деременская[4], или Драцена деремская[9]
- Dracaena deremensis var. warneckei Engl.
- Dracaena ensifolia var. greigii Regel
- Dracaena fragrans var. massangeana (Rodigas) E.Morren
- Dracaena fragrans var. victoria (W.Bull) O.F.Cook
- Dracaena fragrans f. wacheana Wacha ex Siebert
- Dracaena janssensii Mast.
- Dracaena latifolia f. rothiana Siebert
- Dracaena lindenii Linden ex André
- Dracaena massangeana Rodigas
- Dracaena smithii Baker ex Hook.f.
- Dracaena steudneri var. kilimandscharica Engl.
- Dracaena ugandensis Baker
- Dracaena victoria W.Bull
- Draco fragrans (L.) Kuntze
- Pleomele deremensis (Engl.) N.E.Br.
- Pleomele fragrans (L.) Salisb.
- Pleomele smithii (Baker ex Hook.f.) N.E.Br.
- Pleomele ugandensis (Baker) N.E.Br.
- Sansevieria fragrans (L.) Jacq.

|                                                                                  |  |  |  |
| Слева направо: 1 — общий вид растения; 2, 3 — листья крупным планом; 4 — цветки. |  |  |  |